# Mostiștea
Mostiștea er en venstre biflod til floden Donau i Rumænien. Den løber gennem den kunstige sø Mostiștea. Dens kilde er nær landsbyen Dascălu, nordøst for Bukarest. Den munder ud i Donau nær Mânăstirea. Den er 92 km lang og dens afvandingsareal er 1.758 km².
Floden (og dens bifloder) er hovedsageligt dannet af kunstige søer (bălți på rumænsk), som løber ind i hinanden, indtil de når Mânăstirea. Der danner den den største sø ved floden, Mostiștea-søen, og den er inddæmmet. Efter dæmningen løber floden, der her er kunstigt kanaliseret, i omkring 10 km mod Donau, gennem Canalul Dorobanțu (Dorobanțu-kanalen).

## Byer og landsbyer
Følgende byer og landsbyer ligger langs floden Mostiștea, fra kilden til mundingen: Dascălu, Petrăchioaia, Sineşti, Belciugatele, Fundulea, Tămădău Mare, Sărulești, Gurbănești, Gurbănești, Gurbănești, Gurbănești, Gurbănești, Valeȃti, Măneşti, Mănăti, Mănăti, Valeşin

## Bifloder
Følgende floder er bifloder til floden Mostiștea (fra kilden til mundingen):
Fra venstre: Valea Livezilor, Colceag, Vânăta, Argova
Fra højre: Belciugatele, Corâta